# Aethes rutilana
Aethes rutilana (tên tiếng Anh: Pale Juniper Webworm) là một loài bướm đêm thuộc họ Tortricidae. Nó được tìm thấy ở khắp châu Âu và Bắc Mỹ.
Sải cánh dài 10–13 mm.
Ấu trùng ăn Juniperus communis.